# Хопнер, Джон
Джон Хопнер (англ. John Hoppner; 4 апреля 1758, Лондон — 23 января 1810, Лондон) — английский художник немецкого происхождения,  рисовальщик,  акварелист, придворный живописец-портретист короля Георга IV.

## Жизнь и творчество
Джон Хопнер родился в семье камеристки (немки по происхождению) английской королевы Шарлотты, супруги короля Георга III. Король проявил к мальчику отцовский интерес и покровительство до такой степени, что современники воспринимали Джона как его внебрачного сына (что не соответствовало действительности).
В юности Джон участвовал в хоре мальчиков Королевской придворной капеллы. Однако будучи с детства одарённым к изобразительным искусствам, с разрешения Георга III в 1775 году перешёл для обучения в Королевскую академию художеств. В 1778 году был награждён серебряной медалью за рисунок с натуры, а в 1782 году высшую награду Академии — золотую медаль за историческую живопись на тему «Король Лир». В 1785 году Хопнер получил заказ на создание портретов трёх младших дочерей короля — принцесс Эмилии, Марии и Софии.
В ранний период творчества Джон Хопнер предпочитал пейзажную живопись, однако позднее всё больше внимания уделял портрету. Как портретист он был продолжателем художественных традиций Джошуа Рейнольдса. Будучи одним из наиболее успешных лондонских портретистов, Хопнер представлял реальную конкуренцию такому живописцу, как сэр Томас Лоуренс. В 1789 году он стал придворным художником наследника престола принца Уэльского, будущего короля Великобритании Георга IV. В 1795 году был избран членом Королевской академии художеств, где экспонировал свои картины вплоть до 1809 года (всего было выставлено более 170 картин Хопнера).
В 1803 году художник опубликовал «Серию женских портретов», награвированных Чарлзом Уилкином по его живописным оригиналам, а в 1805 году — иллюстрации к сборнику переводов восточных сказок на английский язык стихами.
Дж. Хопнер является автором портретов многих известных деятелей культурной и политической жизни Великобритании — Вальтера Скотта, Уильяма Питта-младшего, герцога Веллингтона, адмирала Нельсона, Йозефа Гайдна и других.

## Семья
Художник был женат на Фиби Райт, дочери американской художницы-скульптора Патиенс Райт, активной сторонницы независимости североамериканских колоний от Англии. У них было пятеро детей. Сын художника, Ричард Белгрейв Хопнер, был выдающимся живописцем-маринистом.

## Галерея

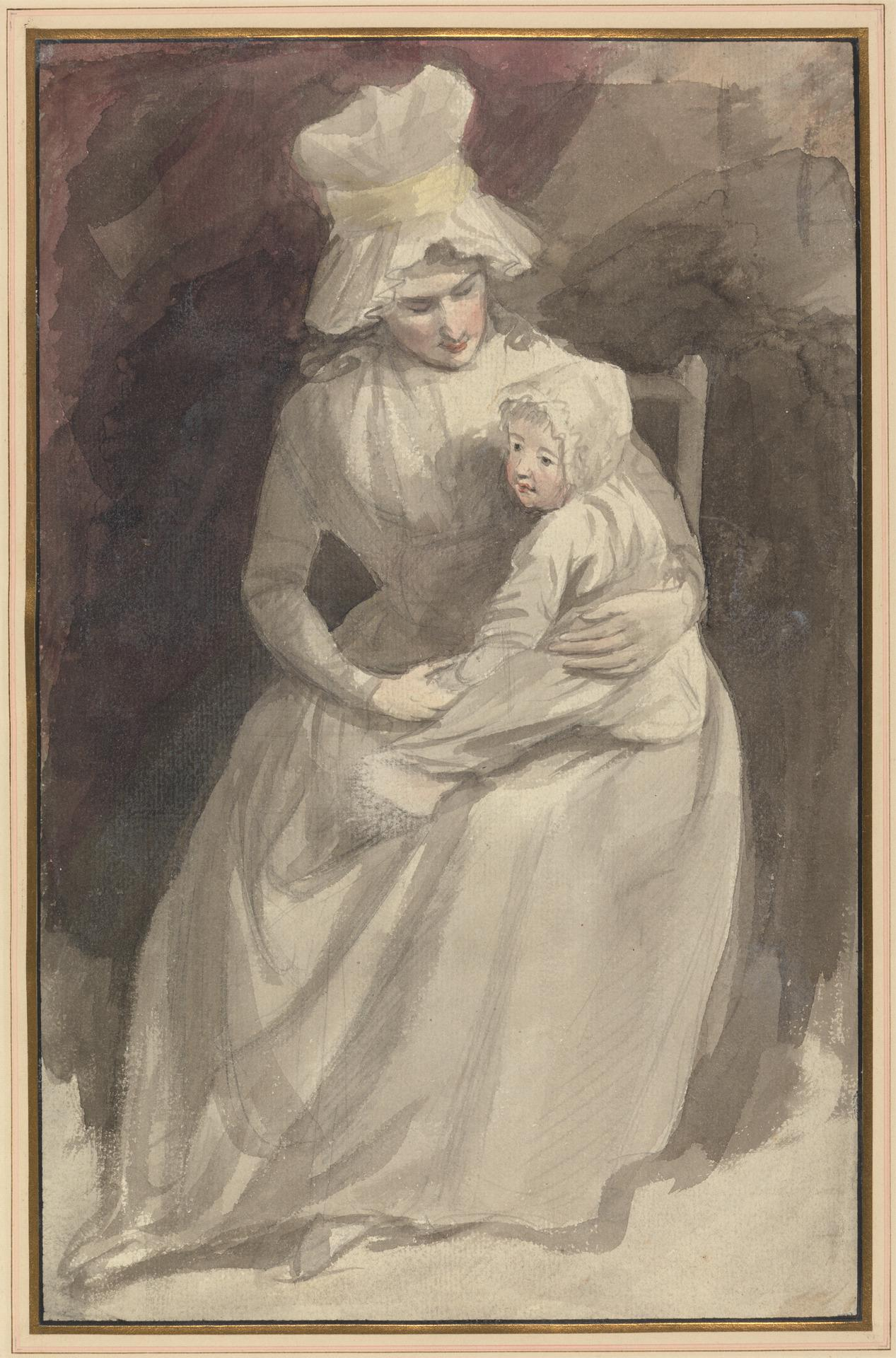
Мисс Скиннер с ребёнком. Бумага, кисть, тушь, акварель. Йельский центр британского искусства, Нью-Хейвен, Коннектикут, США
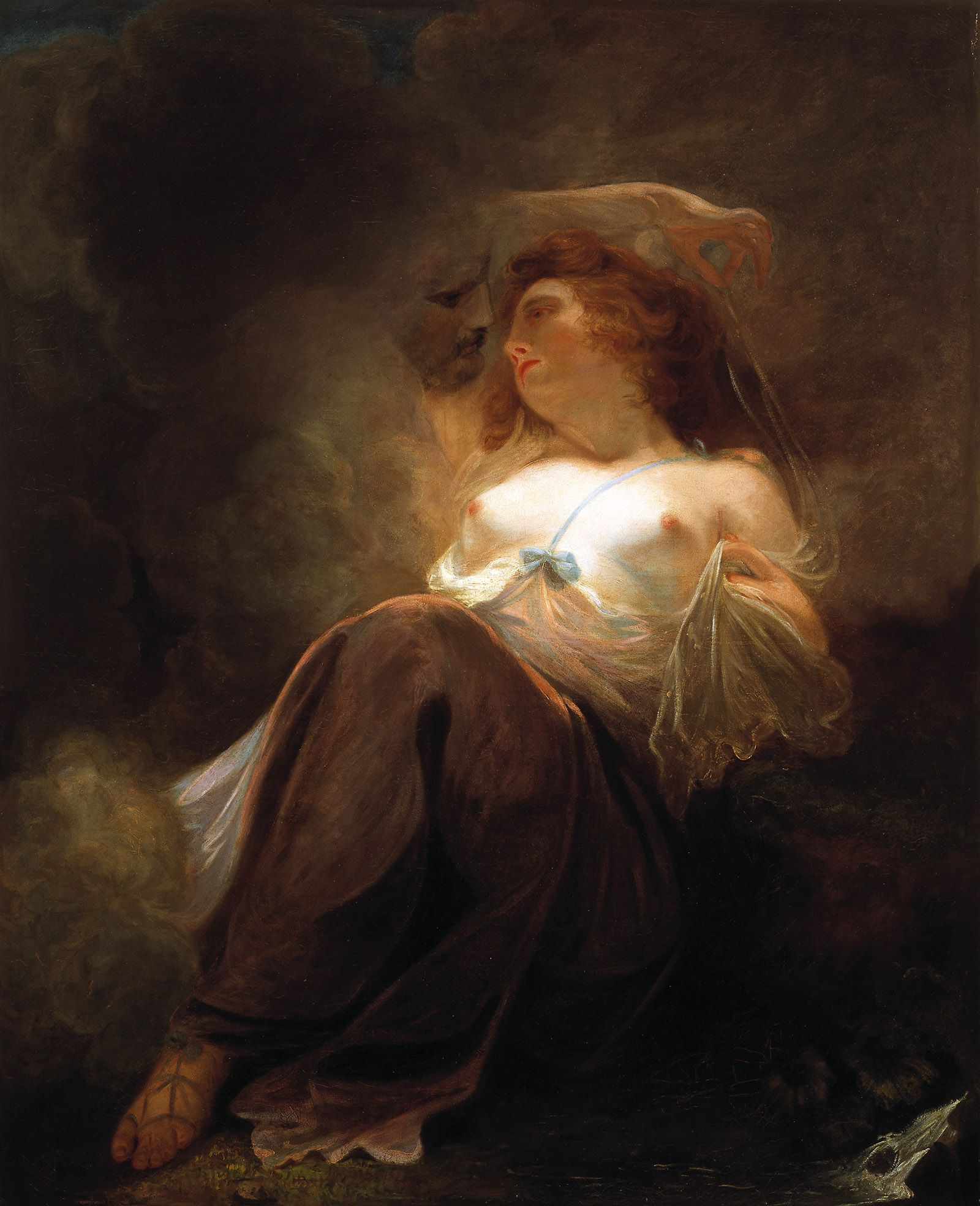
Юпитер и Ио. 1785. Холст, масло. Художественный музей, Денвер, Колорадо, США
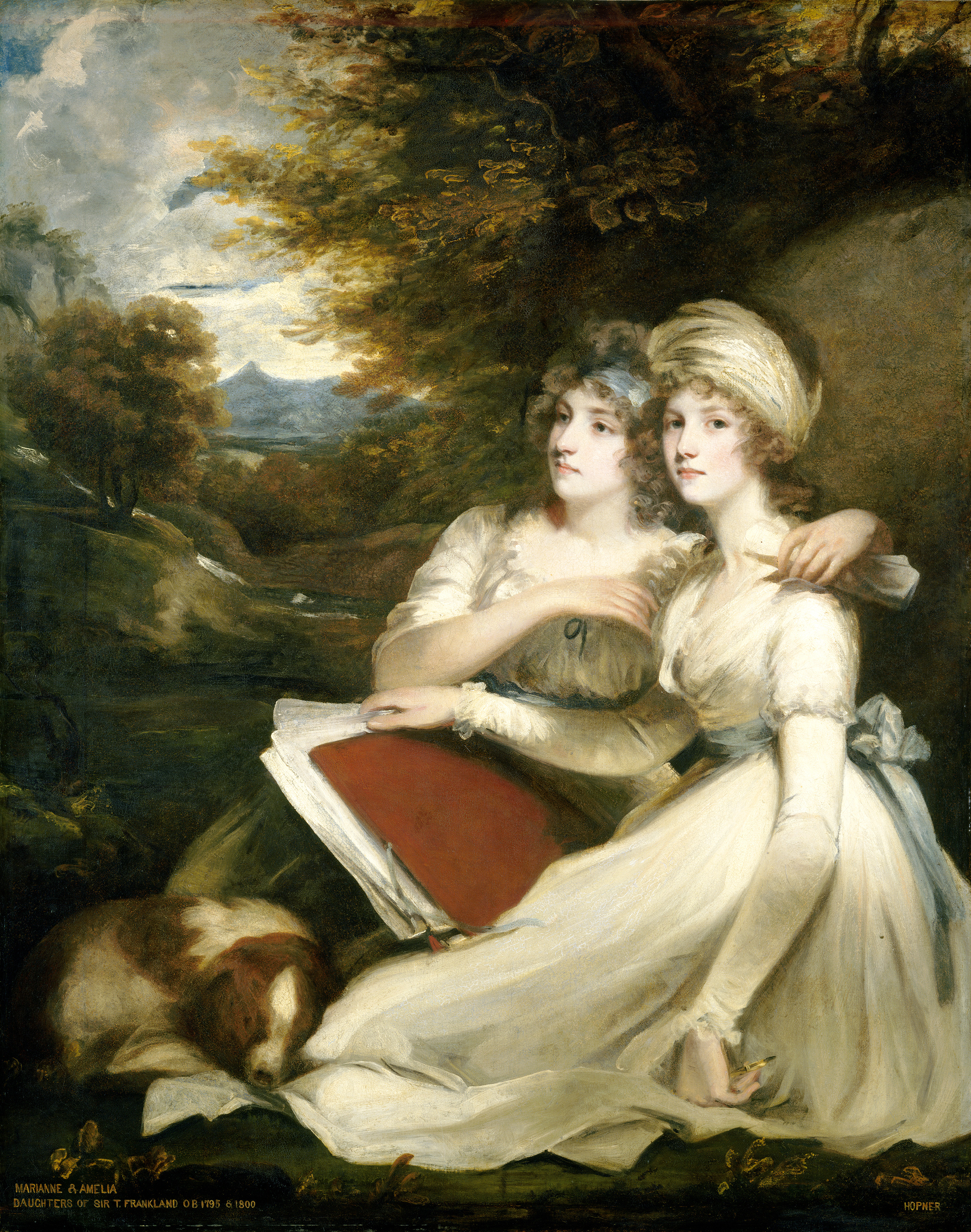
Сёстры Франкланд. Ок. 1795. Холст, масло. Национальная галерея искусства, Вашингтон
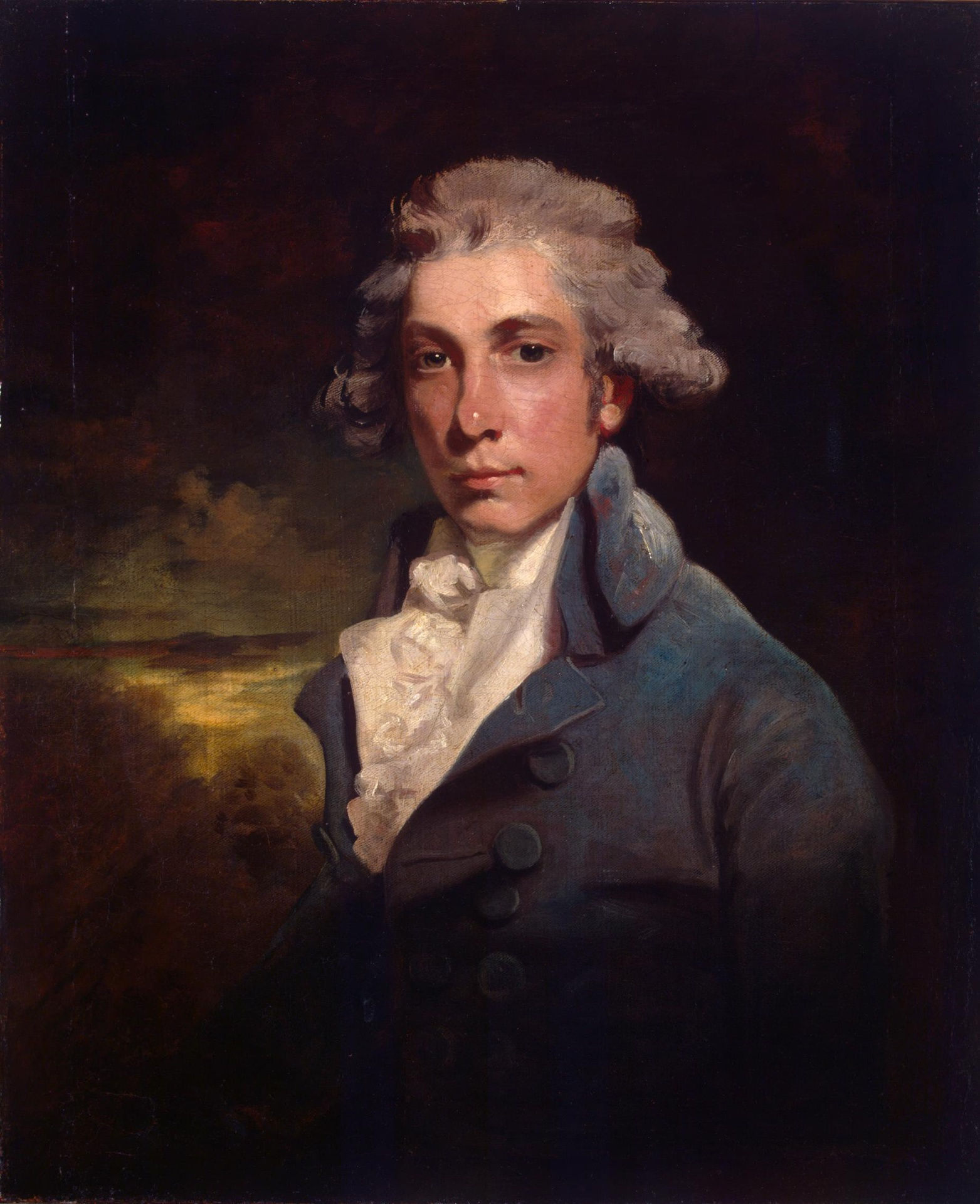
Портрет Ричарда Бринсли Шеридана. Между 1788 и 1792. Холст, масло. Государственный Эрмитаж, Санкт-Петербург
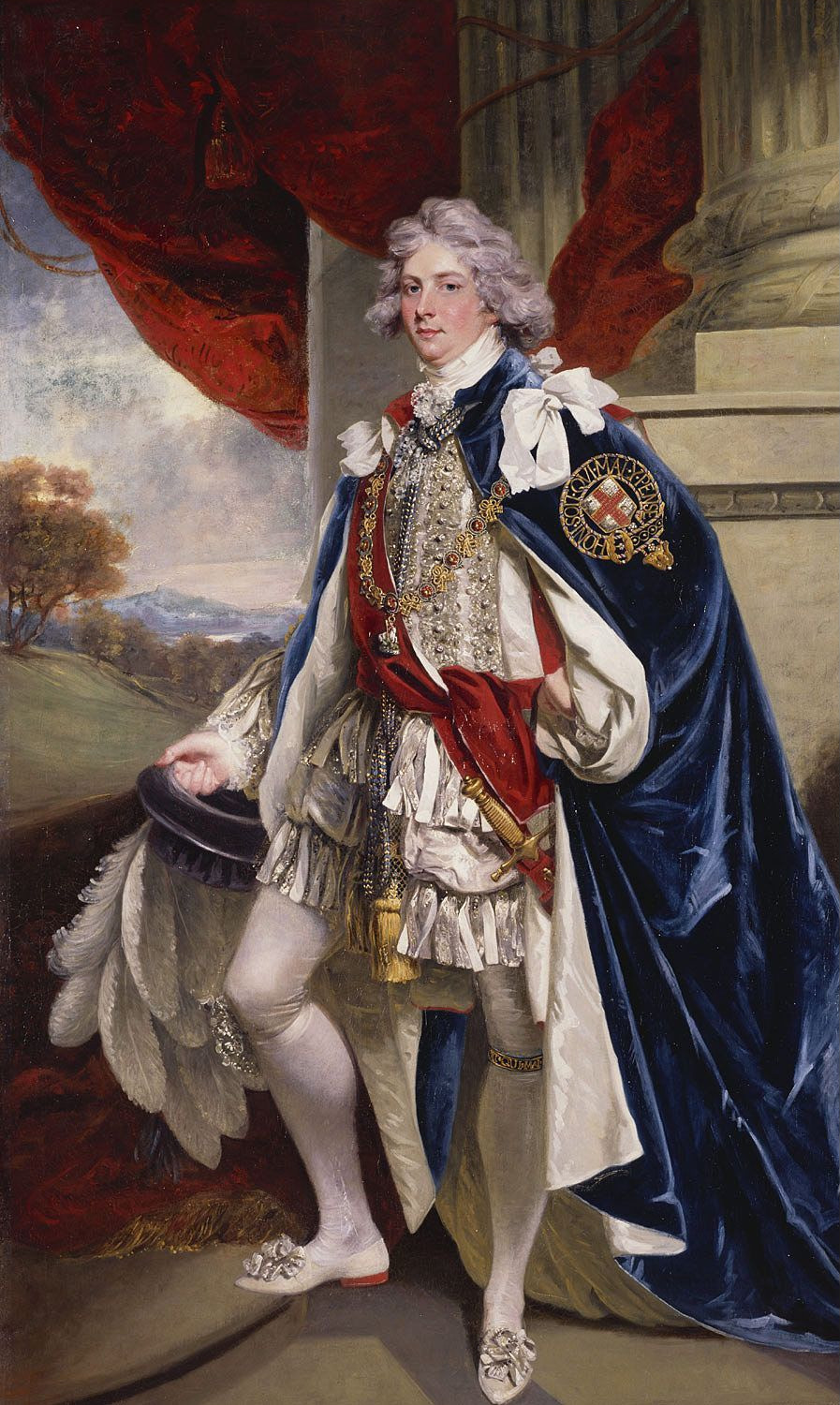
Портрет Георга IV как принца Уэльского. Между 1790 и 1796. Холст, масло. Королевская коллекция, Великобритания
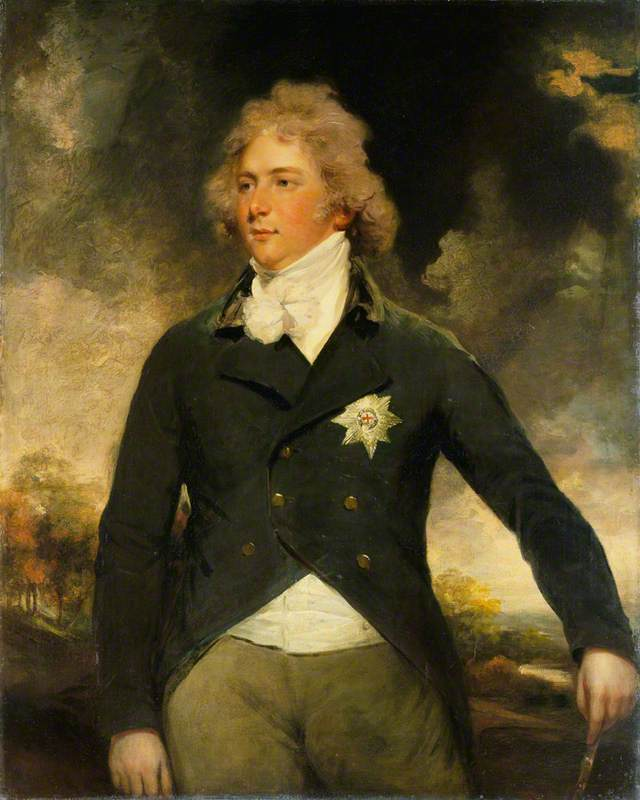
Портрет Георга IV как принца Уэльского. 1792. Холст, масло. Собрание Уоллеса, Лондон
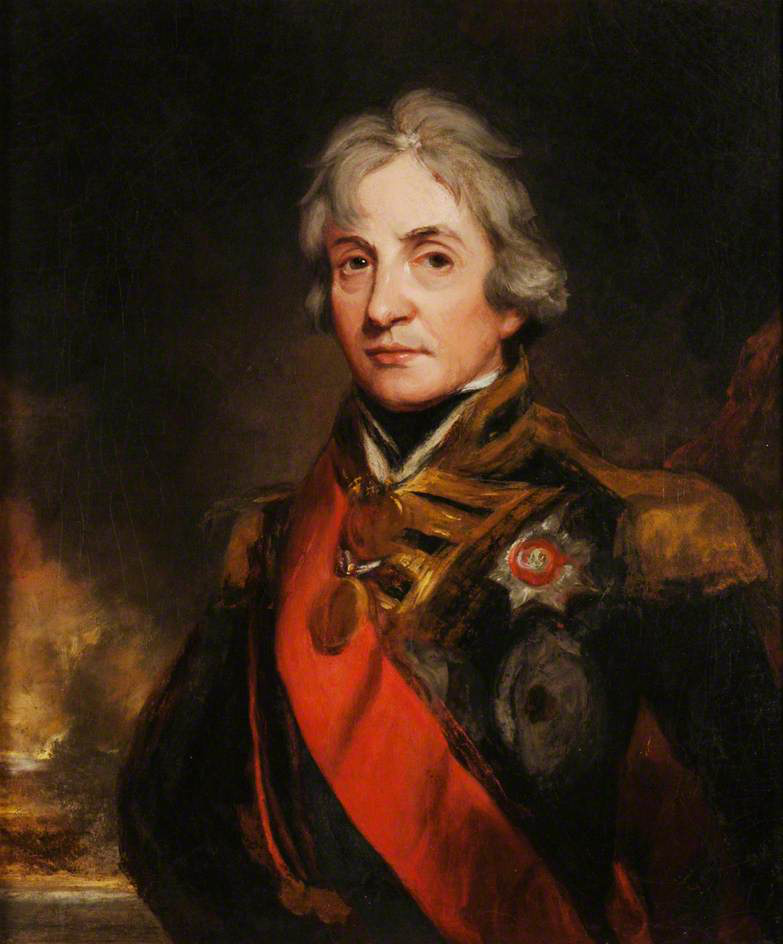
Адмирал лорд Горацио Нельсон. Ок. 1800. Холст, масло. Национальный музей Королевского флота, Портсмут
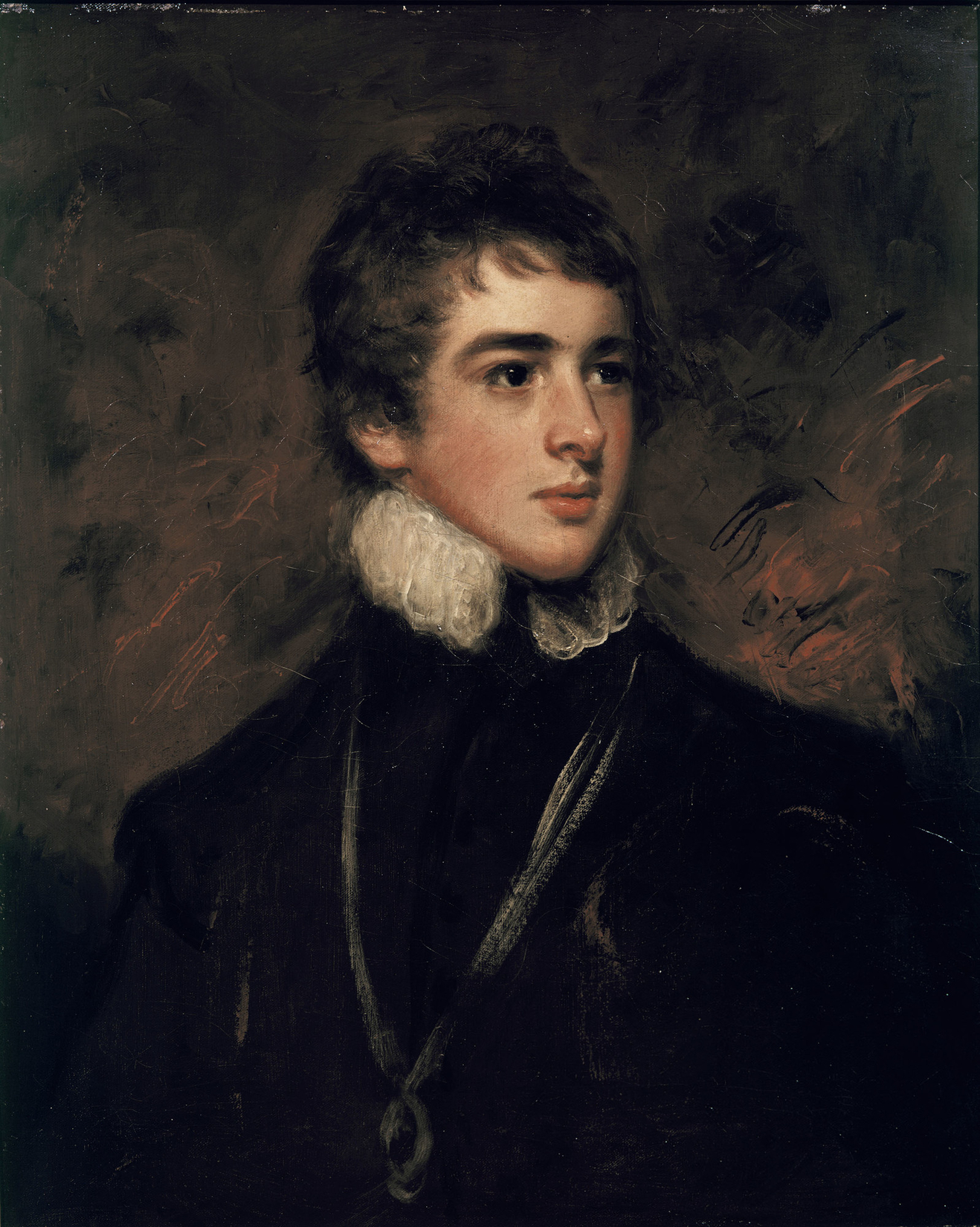
Уильям Лэм, 2-й виконт Мельбурн. 1796. Холст, масло. Королевская коллекция, Великобритания
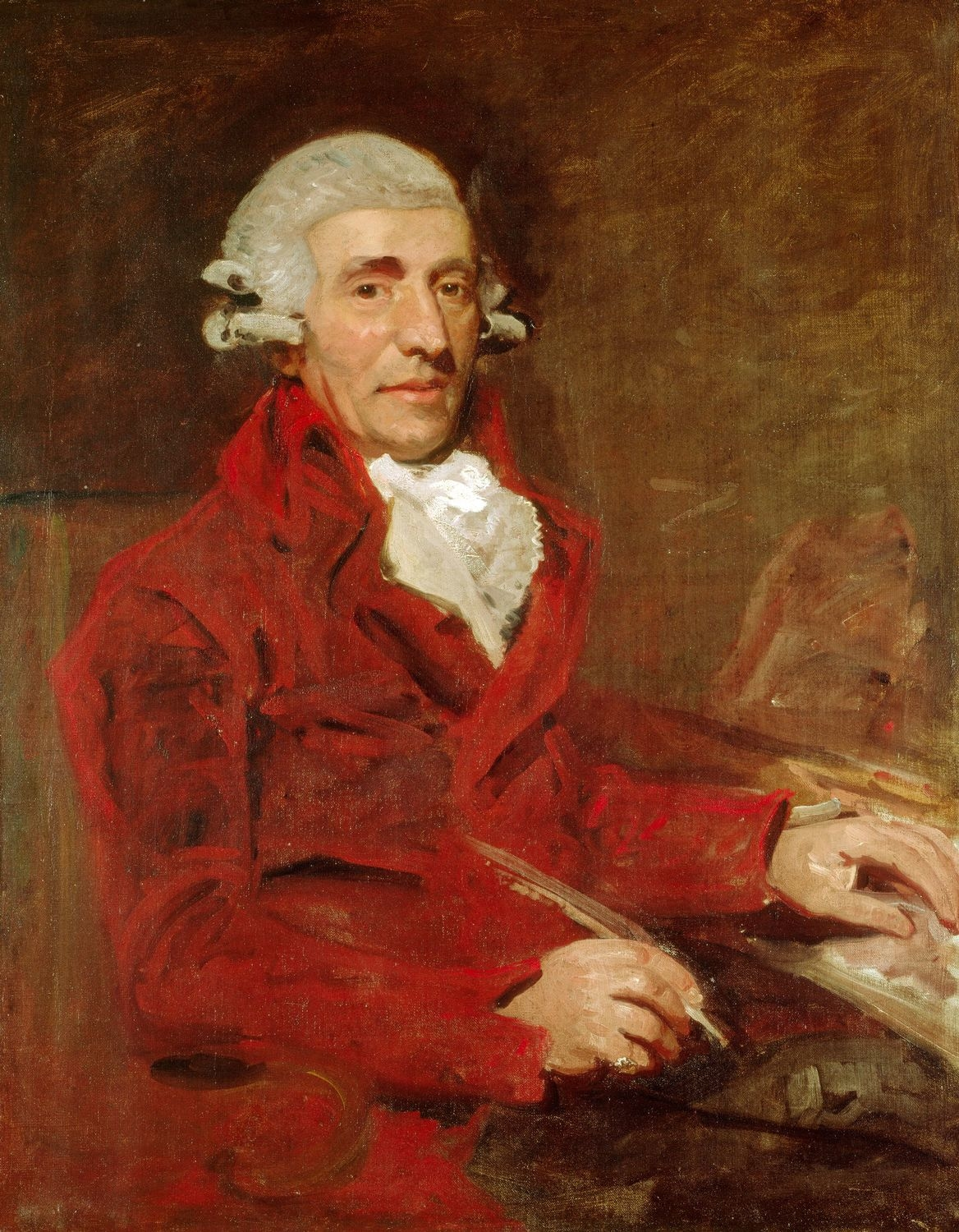
Франц Йозеф Гайдн. Между 1791 и 1792. Холст, масло. Королевская коллекция, Великобритания
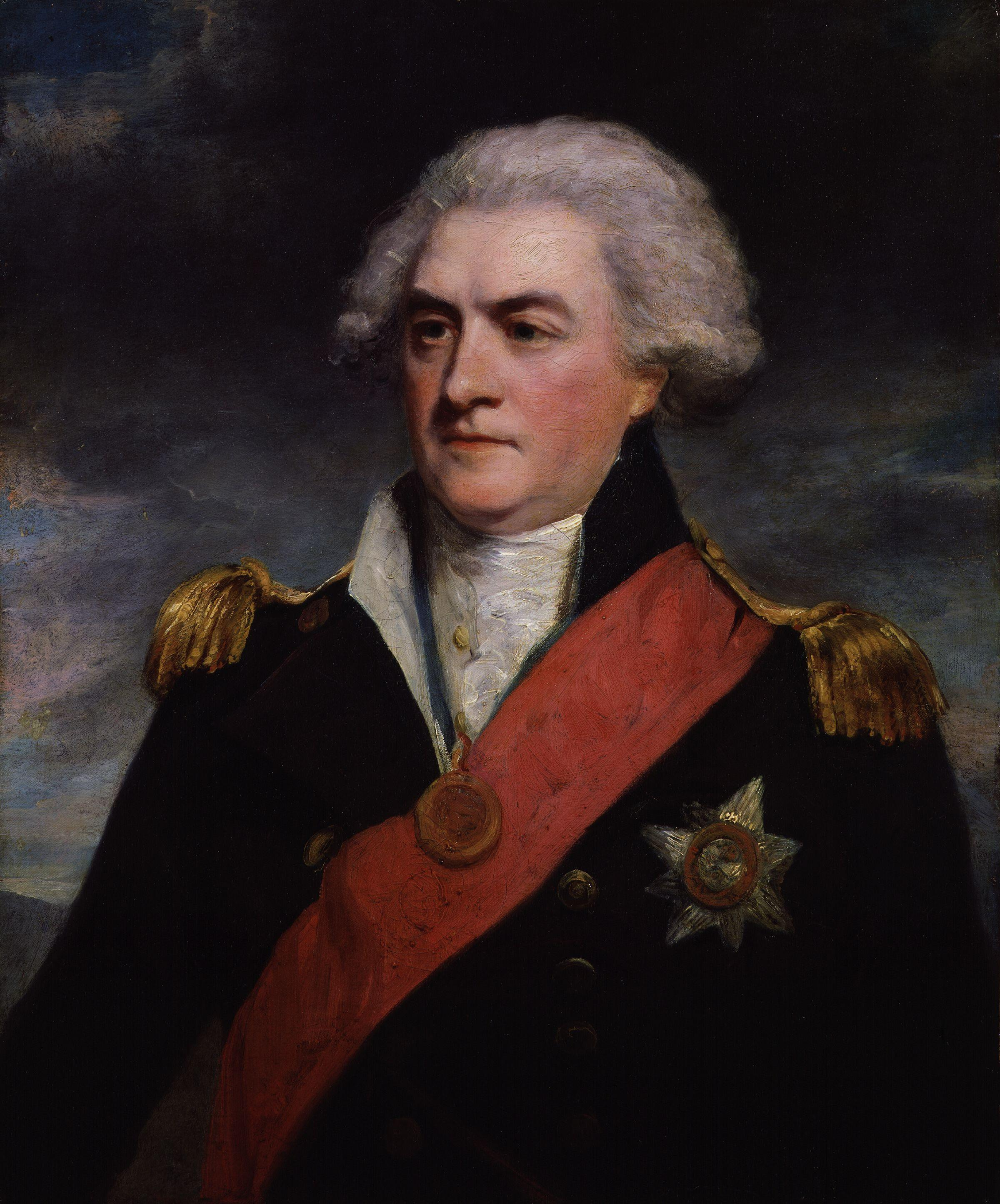
Aдам Дункан, 1-й виконт Дункан. Ок. 1798. Холст, масло. Национальная портретная галерея, Лондон
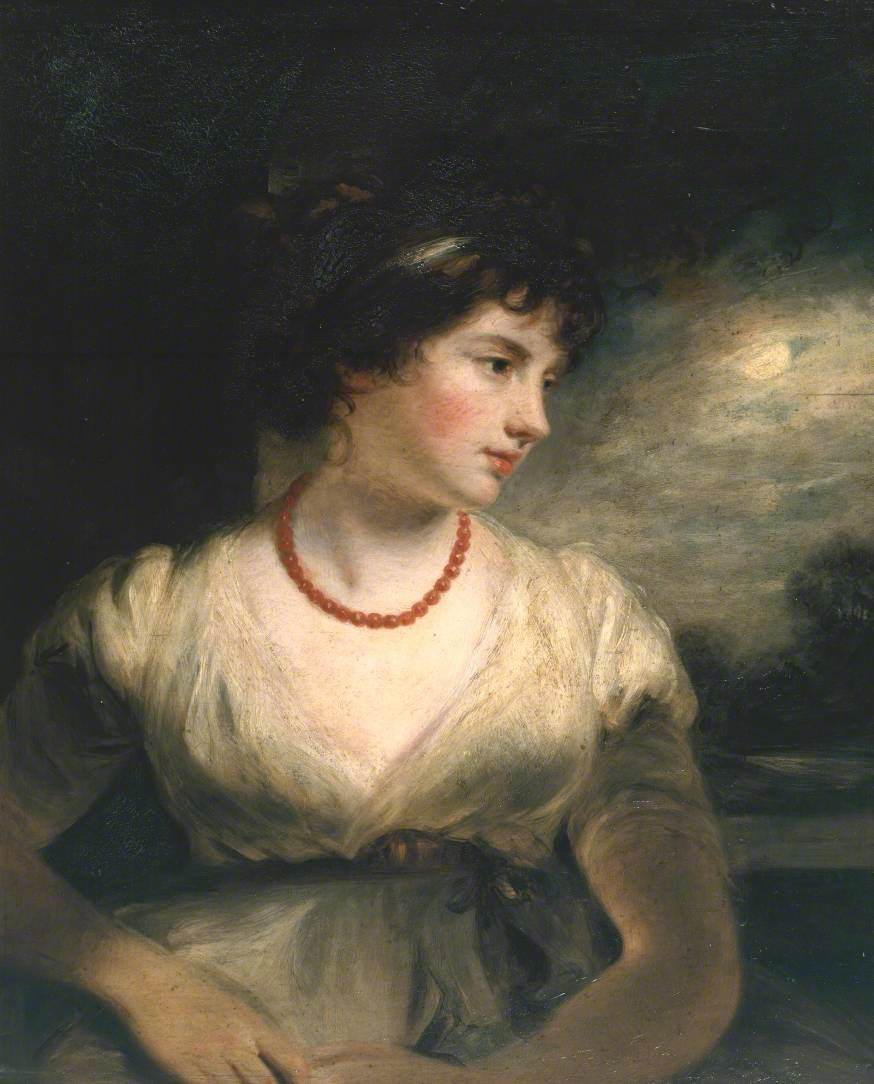
Джейн Элизабет, графиня Оксфорд. 1797. Холст, масло. Национальная галерея, Лондон
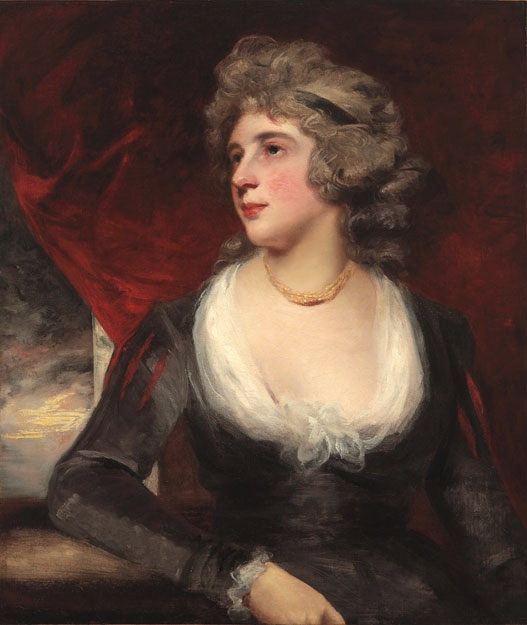
Леди Дебора Нуджент Хопнер. 1795. Холст, масло. Частное собрание
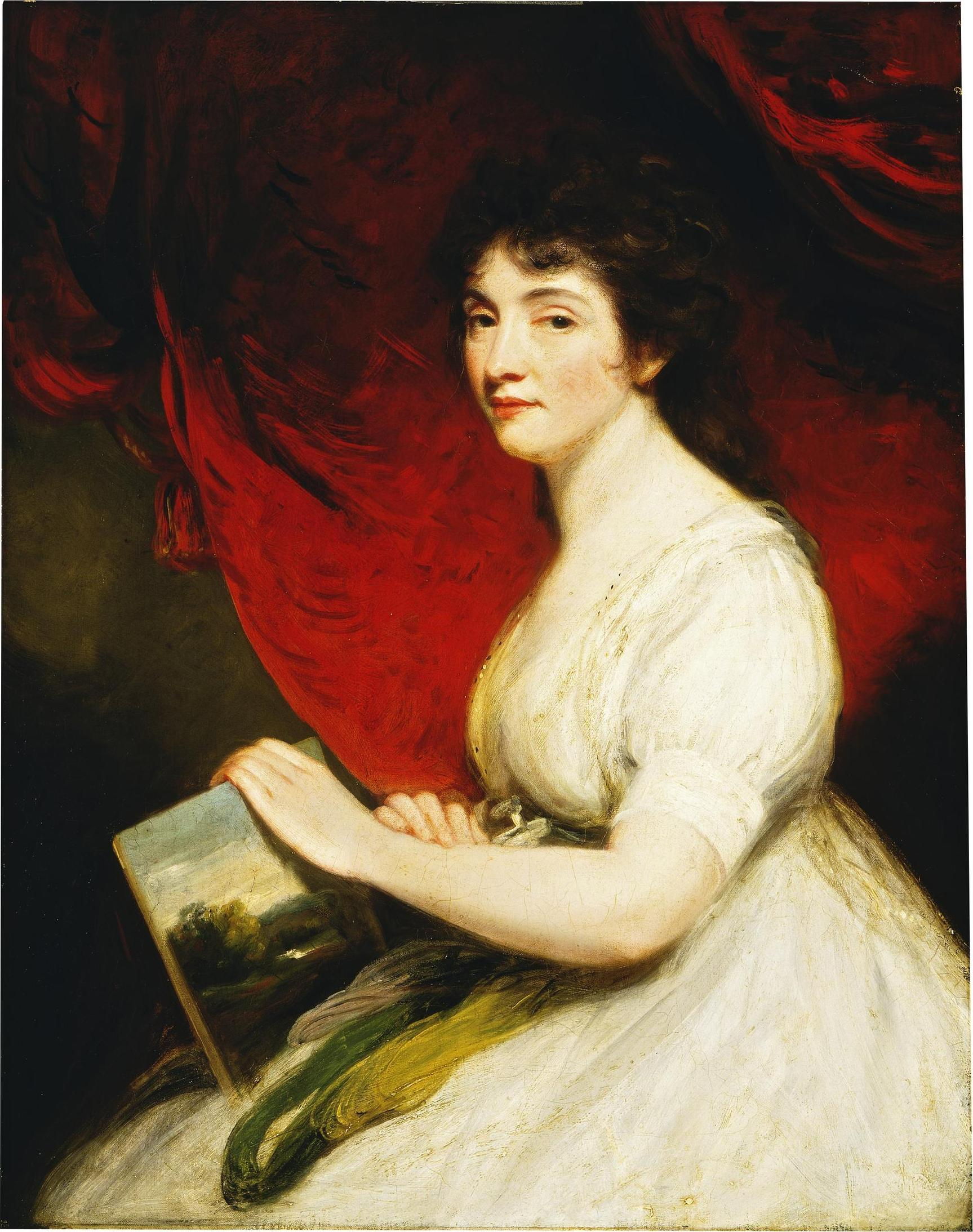
Портрет Мэри Линвуд. Ок. 1800. Холст, масло. Музей Виктории и Альберта, Лондон
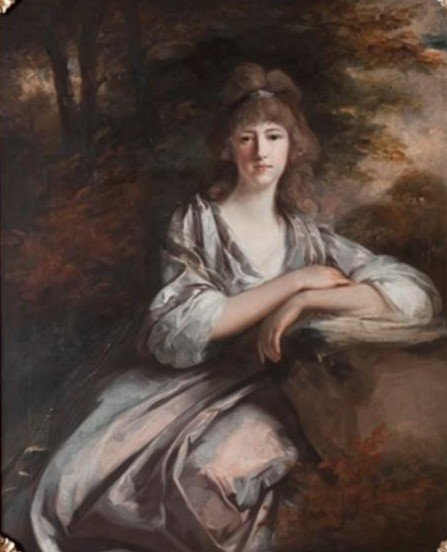
Генриэтта, графиня Харвуд. 1796. Холст, масло. Харвуд-хаус, Харвуд